# 열쇠 (1959년 영화)
《열쇠》(鍵, The Key)는 일본에서 제작된 이치카와 곤 감독의 1959년 드라마 영화이다. 쿄 마치코 등이 주연으로 출연하였고 나가타 마사이치 등이 제작에 참여하였다.
1960년 칸 영화제에 출품되었으며 심사위워대상을 수상했다. 일본의 소설가 다니자키 준이치로의 소설 "열쇠"에 기반을 둔다.

## 출연

### 주연
- 쿄 마치코
- 나카무라 간지로

### 조연
- 카노 준코
- 나카다이 타츠야

## 기타
- 원작자: 준이치로 타니자키